# Charles Moore (lekkoatleta)
Charles Hewes Moore Jr. (ur. 12 sierpnia 1929 w Coatesville, zm. 8 października 2020 w Laporte) – amerykański lekkoatleta, płotkarz, mistrz i wicemistrz olimpijski.
Specjalizował się w biegu na 400 metrów przez płotki. Był mistrzem Stanów Zjednoczonych (AAU) na tym dystansie od 1949 do 1952. Zdobył również akademickie mistrzostwo USA (NCAA) na 440 jardów w 1949 i na 220 jardów przez płotki w 1951 podczas  studiów na Cornell University.
Na igrzyskach olimpijskich w 1952 w Helsinkach zwyciężył w biegu na 400 metrów przez płotki. Wraz z kolegami (Ollie Matsonem, Gene’em Cole i Malem Whitfieldem) zdobył również srebrny medal w sztafecie 4 × 400 metrów.
Po zakończeniu kariery sportowej pracował na kierowniczych stanowiskach w przedsiębiorstwach przemysłowych, a także był szefem lekkiej atletyki na Cornell University i prezesem Intercollegiate Association of Amateur Athletics of America.
Jego ojciec, Charles Moore sr. był rezerwowym zawodnikiem w biegu na 110 metrów przez płotki podczas VIII Letnich Igrzysk Olimpijskich w 1924 w Paryżu.